# Agua potable y saneamiento en Uruguay
Uruguay junto con Chile son los únicos países de América Latina que han logrado una cobertura casi universal de acceso a agua potable segura. No existe, sin embargo, acceso universal a saneamiento adecuado, particularmente en Ciudad de la Costa (aunque allí las obras de saneamiento se encuentran en plena ejecución) y algunas de las ciudades del interior del país. En estos lugares, las aguas servidas suelen ser transportadas mediante camiones cisternas hasta vertederos, donde son finalmente dispuestas, finalizando generalmente en el curso de corrientes hídricas menores. Debido a estas carencias, la prioridad del gobierno es mejorar la eficiencia de los servicios y ampliar el acceso al servicio de alcantarillado y de saneamiento en zonas donde se utiliza saneamiento en sitio, que es la mayor parte del territorio.

## Acceso
Cobertura de agua y saneamiento en Uruguay (2006)
|                          |                   | Urbano (93% de la población) | Rural (7% de la población) | Total |
| ------------------------ | ----------------- | ---------------------------- | -------------------------- | ----- |
| Agua                     | Definición amplia | 100%                         | 100%                       | 100%  |
| Conexiones domiciliarias |                   | 97%                          | 84%                        | 96%   |
| Saneamiento              | Definición amplia | 100%                         | 99%                        | 100%  |
| Saneamiento              | Alcantarillado    | 81%                          | 42%                        | 78%   |

Fuente: Programa de Monitoréo Conjunto OMS/UNICEF(JMP/2006). Datos de agua y saneamiento basados en la Encuesta Mundial de la Salud (OMS 2003).

## Uso de agua
La producción de agua potable en Uruguay es de 600 litros/capita/día. El uso de agua se estima en base de un nivel de agua no contabilizada de 54% a 183 litros/capita/día. Este nivel es más alto que el de algunos países de Europa, pero mucho más bajo que el de Argentina. La medición del consumo de agua en Argentina no es común, mientras que en Uruguay 96% de los consumidores eran medidos en 2004.

## Calidad de servicio
La calidad de los servicios de agua hasta hace un tiempo era muy buena y prácticamente todas las regiones de Uruguay recibían un abastecimiento continuo de agua desinfectada.
Tal es así, que el agua podía ser bebida directamente desde la canilla/grifo sin ningún tipo de problemas.

## Responsabilidad para agua y saneamiento

### Provisión de servicios

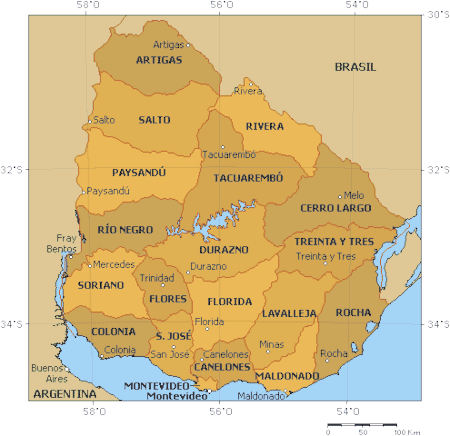

La empresa estatal de servicios públicos, Administración de las Obras Sanitarias del Estado (OSE), proporciona servicios de abastecimiento de agua y de alcantarillado a todo Uruguay, con excepción del alcantarillado en Montevideo. En esta ciudad, el gobierno departamental es el encargada de prestar los servicios de alcantarillado y la OSE sólo provee servicios de agua. OSE brinda servicios de agua en 330 localidades con 2.8 millones de habitantes y servicios de alcantarillado en 152 localidades con 0.5 millones de habitantes. Tenía 4.362 empleados en 2004. La sociedad mixta Aguas de la Costa brinda servicios en parte del Departamento de Maldonado.

### Política y regulación
Dentro del gobierno el Ministerio de Ambiente es responsable para las políticas sectoriales de agua y saneamiento a través de su Dirección Nacional de Aguas. La Unidad Reguladora de Servicios de Energía y Agua (URSEA) tiene como responsabilidad regular las tarifas y la calidad de servicios de la OSE y de Aguas de la Costa. La Comisión Asesora de Agua y Saneamiento (COASAS) reúne representantes de varios Ministerios, de la sociedad civil, de los usuarios, del sector privado, la URSEA y OSE para asesorar el gobierno en temas de agua potable y saneamiento.
Las enmiendas realizadas en 2004 a la Constitución, consagran el acceso al agua potable y a los servicios de saneamiento como un derecho de las personas, y prohíben cualquier forma de participación del sector privado en el sector de agua.

## Estrategia del gobierno
Para dar respuesta a los problemas ya enumerados, el Gobierno de Uruguay se propone lo siguiente: (I) establecer un marco legal y regulador global para el sector de abastecimiento de agua y de saneamiento mediante la formulación de una nueva ley; (II) mejorar aún más la eficiencia de la OSE al estimular la competencia interna y al reducir los niveles de agua no contabilizada; y (III) desarrollar una política relativa a las normas adecuadas de saneamiento.

## Acontecimientos recientes
Como los gobiernos de muchos otros países el gobierno de Uruguay habilitó, en la década del noventa, la participación del sector privado en agua potable y saneamiento, a través de dos concesiones en el Departamento de Maldonado, donde se ubican los principales centros turísticos como la ciudad de Punta del Este. La primera concesión se otorgó en 1993 en el pequeño Balneario de Manantiales, a la empresa Aguas de la Costa, una empresa uruguaya que se convirtió después en una subsidiaria de Aguas de Barcelona, y subsidiaria de la empresa SUEZ de Francia. La segunda concesión se otorgó en el año 2000, en casi todo el resto del Departamento de Maldonado a la empresa URAGUA, una subsidiaria de Aguas de Bilbao, Cartera Uno e Ibredola de España. 
En 2002 se creó la URSEA, como ente regulador multisectorial, agregando la regulación en el sector del agua, a la ya existente UREE, encargada de la regulación de la energía eléctrica, para "proteger los derechos de los consumidores, controlando el cumplimiento de las normas vigentes y asegurando que los servicios regulados tengan un adecuado nivel de calidad y seguridad, a un precio razonable". Hubo acusaciones de altas tarifas y de servicios deficientes por parte de los dos concesionarios y - a pesar del establecimiento de mecanismos de regulación - las protestas culminaban en una campaña nacional en contra de las concesiones y por el "derecho humano al agua".
En las elecciones presidenciales realizadas en el 2004, también se aprobó en un referendo una enmienda de la Constitución que prohíbe la participación del sector privado en el sector de agua potable. Como resultado, el gobierno canceló la concesión de URAGUA en el mismo año.
Los dueños uruguayos y extranjeros de Aguas de la Costa, sin embargo, rechazaban el pedido de nacionalizar su empresa. En 2006 el gobierno finalmente compró las acciones de Aguas de Barcelona. La empresa opera ahora como una empresa mixta pública-privada, con la participación del sector privado uruguayo, pero con mayoría accionaria pública. En 2009 se concretó el traspaso de la última prestación del servicio de agua potable por parte de una empresa privada, llegando a cubrir el cien por cien de los servicios por parte del Estado.

## Eficiencia
Entre 1999 y 2005, la OSE incrementó exitosamente la productividad laboral de 5.6 empleados/1000 conexiones a 4.5 empleados/1000 conexiones, disminuyendo los costos operativos de US$0.93/m³ a US$0.71/m³ e incrementó los márgenes operativos de 35% a 42%. No obstante, el desempeño de la OSE aún presenta áreas deficientes. La tarea de reducir el nivel de agua no contabilizada, que se mantiene en alrededor del 54% (muy arriba del promedio en América Latina, que es de alrededor del 40%), requerirá una continuidad de esfuerzos concertados. En cuanto a la competencia interna, OSE ha puesto en marcha un sistema interno de referencia (benchmarking) que compara el desempeño de los servicios públicos en 21 ciudades con base en 9 indicadores de calidad del servicio el cual parece tener buenas perspectivas de éxito.

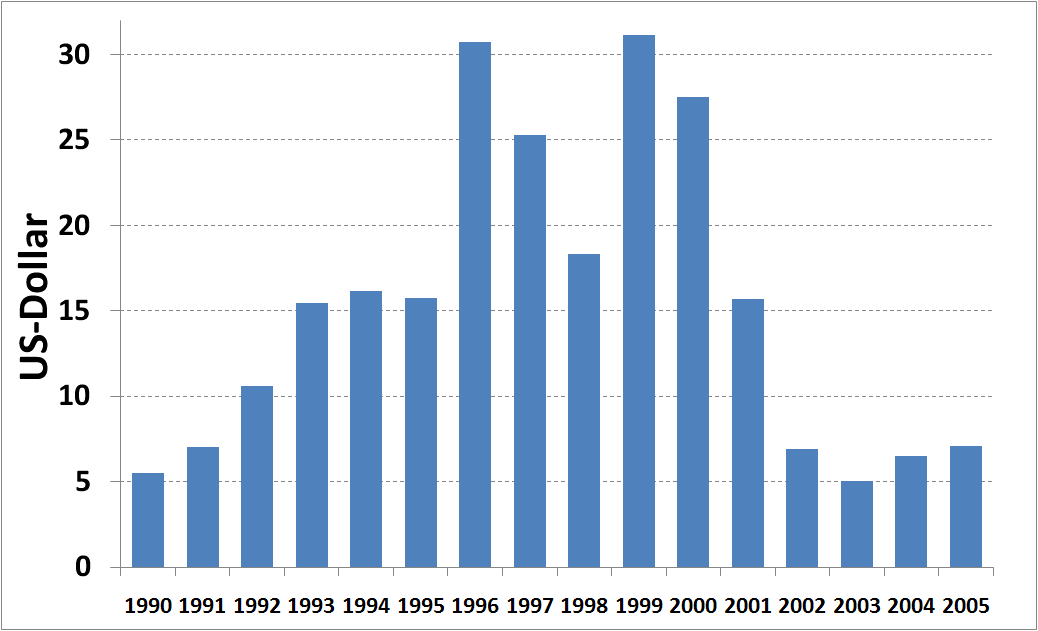
Gastos anuales de Obras Sanitarias del Estado entre 1991 y 2006 en per cápita dólares estadounidenses de 2006.

## Financiamiento
OSE no recibe subsidios directos del Gobierno. La OSE financia sus inversiones con ingresos propios y con préstamos.
El gasto de OSE entre 1990 y 2005 fue de US$ 797 millones, lo que resulta en US$ 15.3 per cápita y año o en promedio el 0.24% del PIB. La inversión anual fue más alta a finales de los años 90, siendo de US$ 30.8 per cápita en 1996 y de US$ 31.2 per cápita en 1999. Desde 2001, descendió notablemente hasta sólo US$ 5.1 per cápita en 2003. Entre 1997 y 2003, la inversión promedio per cápita fue más alta que en otros países latinos, como Argentina, Perú, Colombia y México.

## Apoyo externo
OSE recibe actualmente un apoyo del Banco Mundial a través del Programa de Modernización y Rehabilitación de los Sistemas de OSE, cuyas prioridades son: (I) mejorar la competitividad de OSE; (II) incrementar la capacidad de agua y disminuir las pérdidas de ésta; y (III) ampliar la cobertura de los servicios de alcantarillado y de tratamiento de aguas servidas.